# چمنزار کوهستانی غورات – هزاره‌جات
چمنزار کوهستانی غورات – هزاره‌جات (انگلیسی: Ghorat–Hazarajat alpine meadow) ارتفاعات مرتفع کوهستانی مرکز افغانستان را پوشش می‌دهد. منطقه بوم‌گردی از مرکز شهر کابل در نقطه شرقی به سمت غرب حرکت می‌کند. پوشش گیاهی چمنزارهای خاردار و علفزارهای آلپ است. این منطقه محل زندگی سمندر کوهستانی افغانستان (Paradactylodon mustersi) است که به شدت در معرض خطر انقراض است.

## موقعیت
رشته کوه‌های کوه بابا با گسترش به سمت غرب کوه‌های هندوکش در سراسر افغانستان است. ارتفاعات از ارتفاع ۱۲۴۸ متر (۴۰۹۴ فوت) تا ارتفاع ۴۸۶۸ متر (۱۵۹۷۱ فوت) با میانگین ۲۹۷۰ متر (۹۷۴۰ فوت) متغیر است. منطقه بوم‌گردی در شمال، جنگل‌های خشک پاروپامیسوس و منطقه بوم‌گردی در جنوب، جنگل‌های خشک کوه‌های مرکزی افغانستان است.

## اقلیم
آب و هوای منطقه بوم‌گردی آب و هوای قاره‌ای مرطوب از نوع تابستان گرم و خشک (سامانه طبقه‌بندی اقلیمی کوپن Dsb)، با اختلاف دمای فصلی زیاد و تابستان گرم (هیچ ماه به طور میانگین بیش از ۲۲ درجه سانتیگراد (۷۲ درجه فارنهایت) و حداقل چهار ماه با میانگین بیش از ۱۰ درجه سانتیگراد (۵۰ درجه فارنهایت) است. خشک‌ترین ماه بین آوریل و سپتامبر کمتر از ۱/۳ بارندگی در ماه است.

## گیاهان و جانوران
پوشش گیاهی منطقه بوم‌گردی عمدتاً مراتع خاردار و علفزارهای آلفین است. ۷۲ درصد از سطح زمین در منطقه بوم‌گردی علفی یا بوته‌ای است. باقی مانده زمین خالی است. این زیستگاه به دلیل چرای دام و انحراف منابع آب آسیب‌پذیر محسوب می‌شود.
وجود بیش از ۱۹۰ گونه از مهره‌داران در این منطقه ثبت شده است. با این حال، تنها یکی از آنها بومی است - سمندر در حال انقراض افغانستان که ممکن است کمتر از ۱۰ کیلومتر مربع منطقه مسکونی آنها است و تعداد آنها کمتر از ۲۰۰۰ می‌شود.
پرندگان در حفاظت محیط زیست قرار می‌گیرند، عبارتند از: کرکس تقریباً در معرض خطر (دال سیاه)، کرکس مصری در حال انقراض (Neophron percnopterus)، کبوتر پشت رنگ پریده آسیب‌پذیر (کبوتر چشم‌زرد) و پشتی روفوس در خطر انقراض (زردپره یانکوفسکی).

## مناطق حفاظت شده
کمتر از ۱٪ از منطقه بوم به طور رسمی محافظت می‌شود. این مناطق حفاظت شده عبارتند از:
- پارک ملی بند امیر